# Wasserturm Glückstadt
| Wasserturm Glückstadt                   | Wasserturm Glückstadt       |
| Daten                                   | Daten                       |
| --------------------------------------- | --------------------------- |
| Baujahr:                                | 1891                        |
| Turmhöhe:                               | 26,45 m                     |
| Nutzhöhe:                               | 16 m                        |
| Behälterart:                            | Hängeboden                  |
| Volumen des Behälters:                  | 400 m³                      |
| Stilllegung:                            | 1965                        |
| Ursprüngliche Nutzung:                  | Städtische Wasserversorgung |
| Heutige Nutzung:                        | Restaurant                  |
| Ursprüngliches Aussehen des Wasserturms |                             |

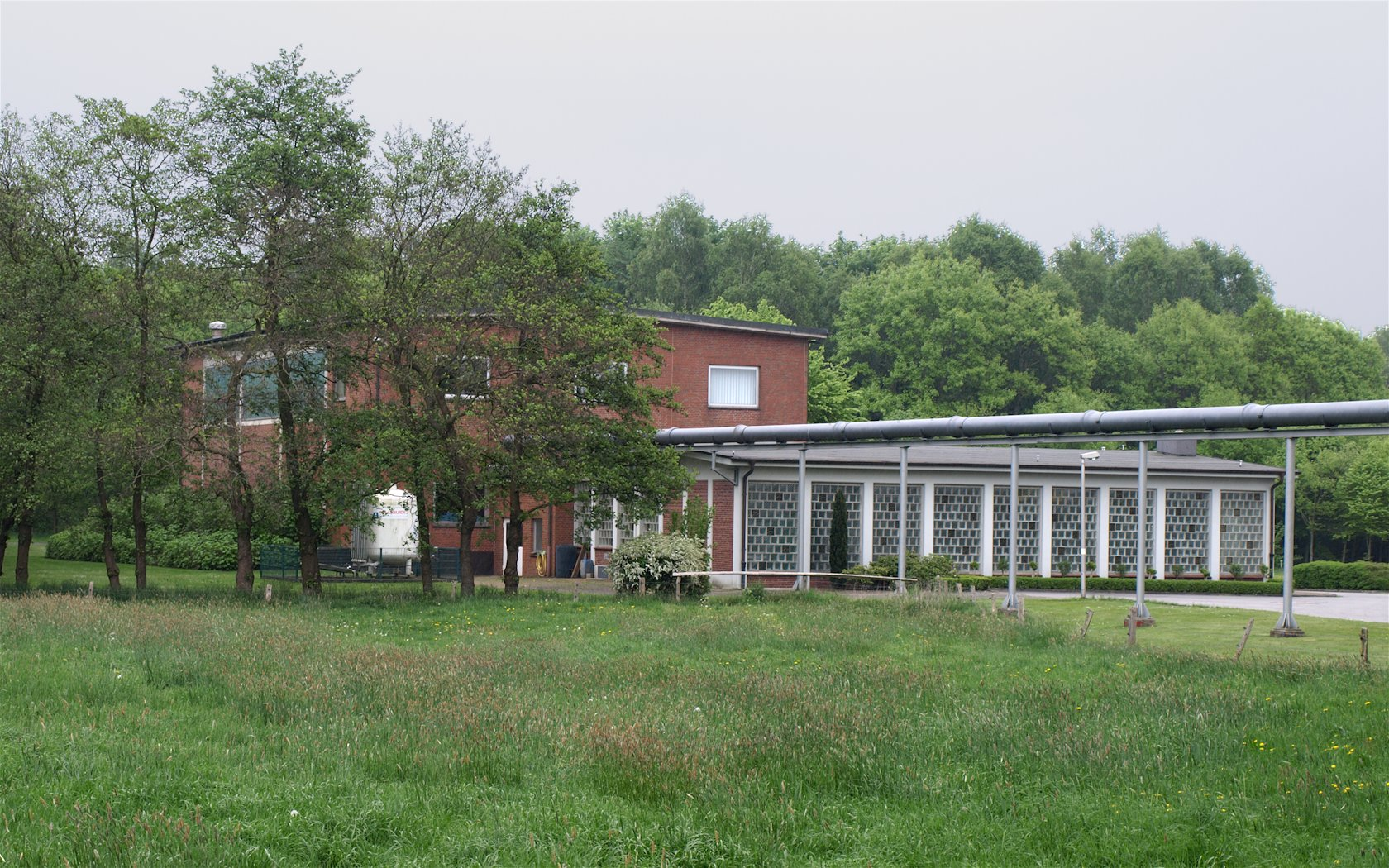
Wasserwerk Krempermoor am Geestrand (2009)

Der sogenannte Glückstädter Wasserturm steht auf einer ehemaligen Bastion der Festungsanlagen der Stadt (Anschrift: Bohnstraße 1). Die Festungsanlagen wurden 1814 geschleift, weil sie militärisch keinen Sinn mehr ergaben. Von dem 1891 errichteten Wasserturm sind nur der Schaft und der Treppenturm im ursprünglichen Zustand erhalten.

## Bauwerk
Der im historistischen Baustil gestaltete Backsteinbau erinnerte im Originalzustand an eine mittelalterliche Burg. Der Schaft mit den Strebepfeilern und der spitzbogigen Blendarkadenreihe unterhalb des Wasserbehälters ist noch erhalten; ebenso der schlanke Treppenturm, der mit seinem spitzen Kegeldach über das übrige Gebäude hinausragt. Der gesamte obere Bereich des Hauptturms mit dem Wasserbehälter existiert jedoch nicht mehr. Er trug ursprünglich einen Zinnenkranz und war doppelt so hoch wie der vorkragende Teil, in dem sich heute ein Restaurant befindet.
Bei dem Wassertank handelte es sich um einen schmiedeeisernen Hängebodenbehälter mit einem Fassungsvermögen von 400 m³.
→ Näheres zu den Behälterformen im Hauptartikel Wasserturm
Der Entwurf für den Turm stammt vom Altonaer Baurat W. Kümmel, die Bauausführung erfolgte durch den Glückstädter Baumeister Johs. Schüder.

## Geschichtliches zur Glückstädter Wasserversorgung
Bis in die zweite Hälfte des 19. Jahrhunderts entnahmen die Glückstädter ihr Trinkwasser zur Hauptsache dem Festungsgraben, der mit der Elbe verbunden war. Die wohlhabenden Haushalte reinigten das Wasser mit Kleinfiltern, nur wenige verfügten über eigenen Brunnen.
Am Ende des 19. Jahrhunderts konnte Glückstadt Eisenbahnaktien verkaufen, da die Strecke der heutigen Marschbahn verstaatlicht wurde. So erhielt die Stadt die finanziellen Mittel, um eine zentrale Wasserversorgung einzurichten.
1891 erfolgte der Bau eines Elbwasserwerks, wozu vier Filterbassins, ein Maschinenhaus und der Wasserturm gehörten. Maschinenhaus und Filterbecken lagen dort, wo sich heute das Fortunabad befindet. Der Druck wurde durch eine Dampfpumpe im Maschinenhaus erzeugt, die stündlich 50 m³ Wasser in den Turmbehälter pumpen konnte. In den 1920er Jahren ersetzte man die Dampfpumpe durch elektrische Pumpen.
Die Umstellung von gefiltertem Elbwasser auf Grundwasser erfolgte 1936.  Dazu erwarb die Stadt ein 16 ha großes Grundstück in der 12 km entfernten Gemeinde Krempermoor, um dort ein Grundwasserwerk zu errichten. In Krempermoor sammelt sich das Wasser aus der Geest und wird über 40 m bis 60 m tiefe Brunnen gefördert. Über eine Druckwasserleitung gelangt das Wasser nach Glückstadt.
Das Wasserwerk Krempermoor wurde mehrfach erweitert und modernisiert. Heute versorgt es außer Glückstadt Kremperheide, Borsfleth und Teilbereiche von Bahrenfleth und der Blomeschen Wildnis.

## Stilllegung und weitere Nutzung
1965 wurde der Turm stillgelegt. Moderne Pumpen und Druckleitungen hatten ihn überflüssig gemacht. 1968 erwarb ein Itzehoer Geschäftsmann das Bauwerk mit der Absicht, darin ein Restaurant einzurichten. Bei den Umbauten brach eine Decke ein und riss ein Loch in die Außenmauer. Risse in der Verkleidung des Behälters führten dazu, dass der gesamte Turmkopf abgerissen werden musste.
Die Umnutzung zum Restaurant gelang schließlich dennoch: Die Restaurantetage wurde direkt auf den Turmschaft neu aufgesetzt, niedriger als der ehemalige Turmkopf und weiter vorkragend als dieser. Gegen Ende der 1970er Jahre war in dem neuen Turmkopf eine Discothek zur Unterhaltung der Glückstädter und der vielen Marinesoldaten aus der MKdstS eingerichtet. Heute befindet sich in dem Turm eine Privatwohnung.